# Ludwig Pichl
Ludwig Pichl (wł. Alois Luigi Pichl) (ur. 1782 w Mediolanie, zm. 19 maja 1856 w Wiedniu) – austriacki architekt pochodzenia włoskiego.

## Życiorys
Urodził się w Mediolanie jako Alois Luigi Pichl i dopiero przebywając w Wiedniu przyjął imię Ludwig. Jego ojciec był kapelmistrzem na mediolańskim dworze Ferdynanda Karola Habsburga z dynastii Österreich-Este, zaś matka wywodziła się z bogatej rodziny o korzeniach węgierskich. Początkowo studiował we Włoszech, przez kolejne pięć lat w Akademii Sztuk Pięknych w Wiedniu, w 1802 otrzymał nagrodę Gundel za przygotowany projekt architektoniczny. Praktyczne umiejętności w tej dziedzinie poszerzał od 1803 wyłącznie prowadząc budowy w służbie arcyksięcia Ferdynanda Karola i jego żony Beatrix. W kolejnych latach pracował na Węgrzech projektując przede wszystkim dla członków rodziny arcyksięcia, ale również dla możnych węgierskich rodów szlacheckich. W 1818 rozpoczął prace nad zamkiem Kistapolcsány (obecnie Topoľčianky na Słowacji) dla hrabiego Jána Keglevicha, pomiędzy 1820 a 1824 był głównym architektem w Bazylika w Ostrzyhomiu. Ok. 1830 powrócił do Wiednia, gdzie powierzono mu stworzenie projektu Palais Niederösterreich, uważany za najwybitniejsze dzieło powstało kilka lat później, w lekko zmienionej formie. W 1833 został powołany do Lwowa, gdzie zaprojektował budynek teatru z fundacji Stanisława Skarbka, po drobnych korektach dokonanych przez Johanna Salzmanna obiekt ten powstał w latach 1837-1842. W tym czasie Ludwig Pichl pracował nad pierwszym gmachem austriackiej kasy oszczędnościowej, który wybudowano w Wiedniu pomiędzy 1835 a 1838. W 1840 otrzymał kolejną ofertę od hrabiego Jána Keglevicha, miał zaprojektować odbudowę zamku Nagyugróc (obecnie Velké Uherce na Słowacji). Dla tego projektu porzucił swój powszechnie stosowany klasycyzm na rzecz bardziej adekwatnego neogotyku.

## Twórczość
Był członkiem Akademii św. Łukasza w Rzymie, od 1815 bezskutecznie próbował zostać członkiem Akademii Wiedeńskiej. Jego mało znane do obecnych czasów, ale zachowane dzieła wskazują, że główną inspiracją stanowił dla niego wpływy włoskiego manieryzmu. Projektując późniejsze obiekty posługiwał się przez cały drugi kwartał XIX wieku neoklasycyzmem nadając mu w wielu przypadkach zarysy monumentalne. Wspaniały przykład stanowią budynki pierwszych austriackich kas oszczędności oraz zaplanowana w 1832 przebudowa Palais Niederossterrich. Twórczość Ludwiga Pichla przeciwstawia się dokonaniom architektonicznym tworzącego w tym samym okresie Josepha Kornhäusela.

## Dorobek architektoniczny
- Gartenpalais Modena z kaplicą /1806-1810/;
- Przebudowa Palais Modena /1811-1814/;
- Przebudowa Haus der Laune w Laxenburgu /1812/ (niezrealizowana);
- Horváth Palace w Peście /1812-1815/;
- Altana w Kotenburgu (obecnie Sarvar, Węgry) /1814/;
- Pałac i Park Kistapolcsány /1818-1825/;
- Sanatorium Braci Miłosierdzia w Wiedniu /1825/;
- Friedensdenkmal we Franzensbergu (obecnie Denisovy sady, Brno) /1818/;
- Zamek Rappoltenkirchen /ok. 1820/;
- Palais Monte Nuovo w Wiedniu /1829/;
- Kościół parafialny w Jolsva (obecnie Jelsava na Słowacji) /1831-1849/;
- Villa Arthaber-Wertheimstein /1834-1835/;
- Erste Österreichische Spar-Casse (Gmach Banku Oszczędnościowego) w Wiedniu /1836/;
- Teatr Skarbkowski /1837-1842/;
- Dom zakonny Braci Maltańskich /1837-1839/;
- Palais Niederösterreich /1837-1839/;
- Odbudowa zamku Nagyugróc /1844-1850/;